# Platygyndes titicaca
Platygyndes titicaca is een hooiwagen uit de familie Gonyleptidae.